# Quelchia cardonae
Quelchia cardonae là một loài thực vật có hoa trong họ Cúc. Loài này được Steyerm. miêu tả khoa học đầu tiên năm 1953.